# The Crazies (film din 1973)
The Crazies (sau Code Name: Trixie) este un film de groază SF american din 1973 regizat de George A. Romero. Rolurile principale sunt interpretate de actorii Lane Carroll și Will McMillan.

## Distribuție
- Lane Carroll
- Will McMillian
- Harold Wayne Jones
- Lyn Lowry
- Richard Liberty

## Vezi și
- Listă de filme SF de groază